# LAIR
Technika LAIR – (Listen, Acknowledge, Identify objection, Recerse it) – jedna z technik wspierających sprzedaż, podkreśla znaczenie umiejętności słuchania. 
Omawiana jest przez psychologię zachowań konsumenckich. 
1. W pierwszej fazie sprzedawca powinien poznać i uważnie wysłuchać uwag, obiekcji klienta i jego wątpliwości.
2. W fazie drugiej zaleca się potwierdzanie wcześniejszych wypowiedzi klienta. Nierzadko skłania to klienta do doprecyzowania swojej wypowiedzi.
3. Faza trzecia obejmuje identyfikację zastrzeżeń, podsumowanie ich i sprawdzenie, czy to wszystkie argumenty uniemożliwiające dokonanie zakupu.
4. Jeżeli sprzedawca dojdzie do wniosku, że usuwając wymienione przeszkody, klient będzie skłonny do zakupu, to w ostatniej fazie powinien postarać się obrócić obiekcje w taki sposób, by pokazać, że tak naprawdę uwagi klienta są w istocie "na tak", a nie "na nie".